# Eamont Bridge
Eamont Bridge is een dorp in het civil parish Yanwath and Eamont Bridge in het bestuurlijke gebied Eden, in het Engelse graafschap Cumbria. Eamont Bridge ligt aan de A6 even ten zuiden van Penrith.
De brug over de rivier Eamont dateert waarschijnlijk van de 15e eeuw. De brug was een oude county grens tussen Cumberland en Westmorland. Eamont Bridge heeft 8 monumenten onder de English Heritage.

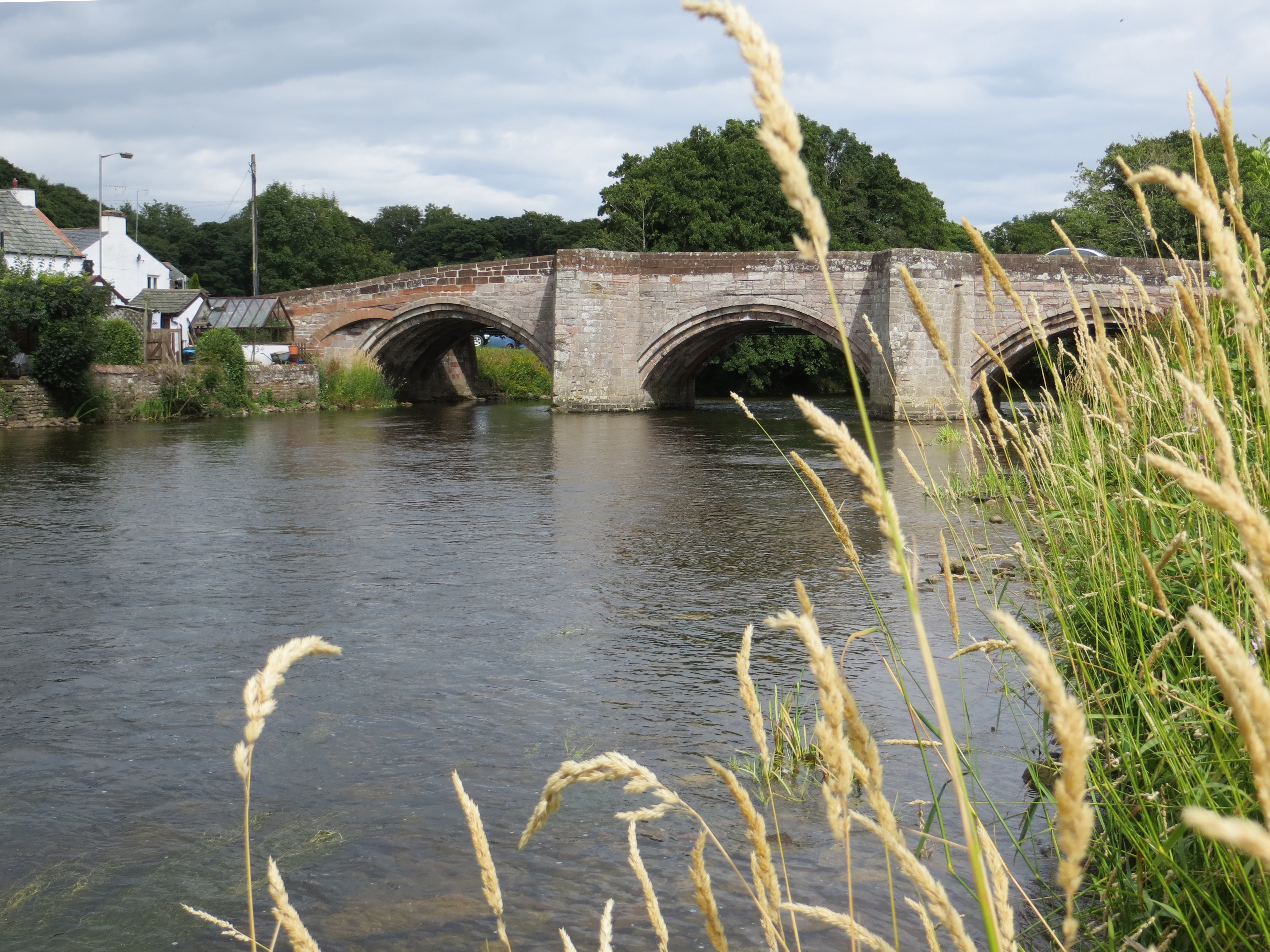
Road bridge over the River Eamont